# Cantone di Marensin-Sud
Il Cantone di Marensin-Sud è una divisione amministrativa dell'Arrondissement di Dax.
È stato costituito a seguito della riforma approvata con decreto del 18 febbraio 2014, che ha avuto attuazione dopo le elezioni dipartimentali del 2015.

## Composizione
Comprende i 12 comuni di:
- Angresse
- Azur
- Magescq
- Messanges
- Moliets-et-Maa
- Saint-Geours-de-Maremne
- Saubusse
- Seignosse
- Soorts-Hossegor
- Soustons
- Tosse
- Vieux-Boucau-les-Bains